# Wikariat apostolski San Ramón
Wikariat apostolski San Ramón – wikariat apostolski Kościoła rzymskokatolickiego w Peru, podległy bezpośrednio Stolicy Apostolskiej. Został erygowany 2 marca 1956 roku. Wikariat obejmuje części terytorium świeckich regionów Junín, Pasco oraz Ucayali. Wszyscy dotychczasowi wikariusze apostolscy byli członkami zakonu franciszkanów.

## Wikariusze apostolscy
- León Bonaventura de Uriarte Bengoa OFM, 1956–1970
- Luis María Blas Maestu Ojanguren OFM, 1971–1983
- Julio Ojeda Pascual OFM, 1987– 2003
- Anton Žerdín Bukovec OFM, od 2003